# La Molisana

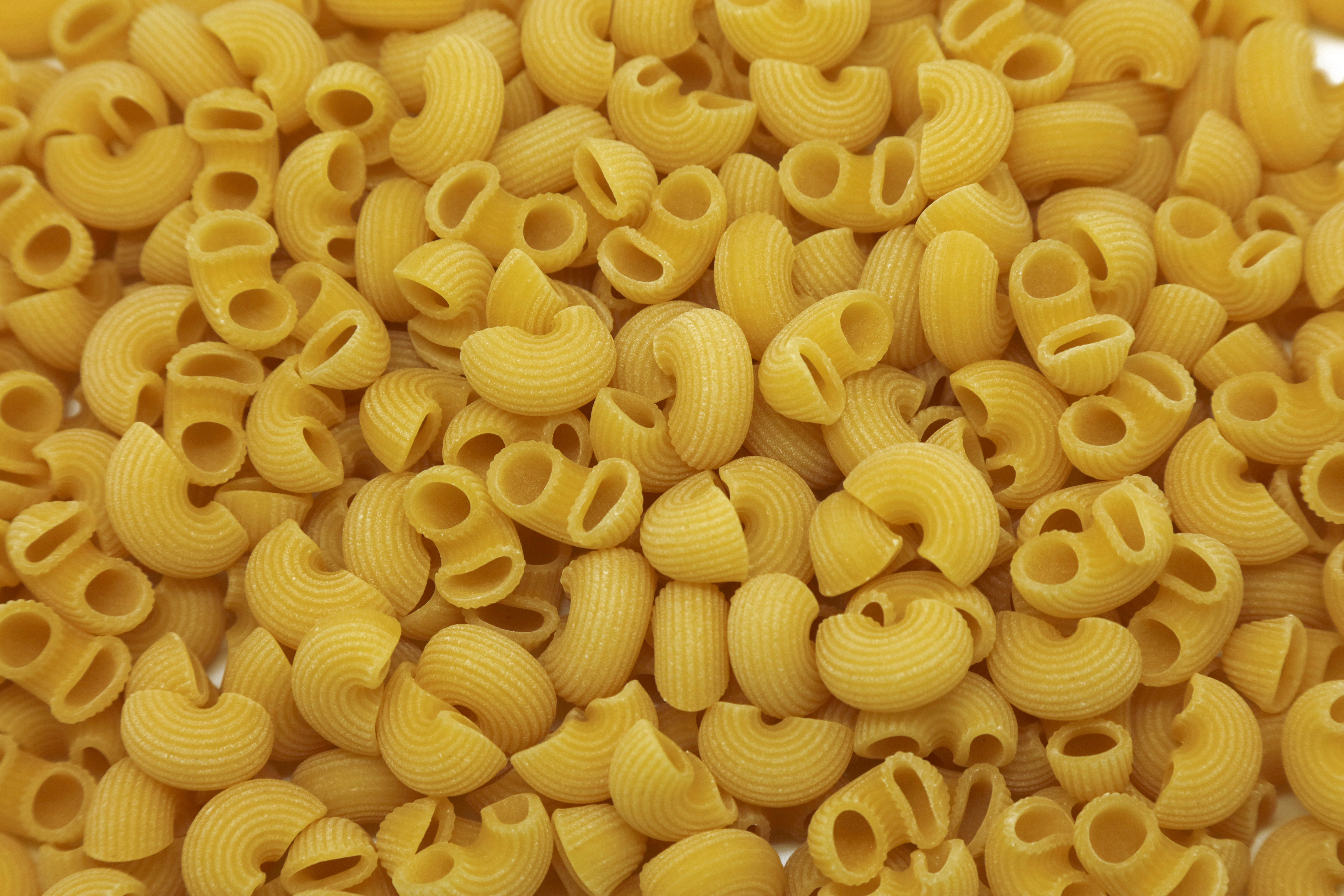
Chifferi rigati, un tipo de pasta italiana (tipo 55 marca La Molisana, Italia)

La Molisana S.p.A. es una empresa italiana especializada en la producción de pasta .

## Historia

### Inicios
La fábrica de pasta La Molisana fue fundada en 1912, fundada en Campobasso por la familia Carlone como un taller artesano. En 1927 ganó la Gran Palma de oro con motivo de la Exposición del Campeón de Roma. En 1956, el primer logotipo: cuatro mazorcas de maíz se entrelazaron para formar el fondo del nombre de la empresa. La fábrica de pasta comenzó a exportar a Europa; en 1982, el logotipo fue rediseñado, enriquecido por el escudo de armas Campobasso. 
En 1991, comenzó la construcción del nuevo molino a pocos pasos de la fábrica de pasta para completar la cadena de producción. En los años noventa, la empresa invierte mucho en publicidad, incluso a nivel nacional, por ejemplo, en los comerciales de televisión del actor Nino Manfredi y en los carteles. 

### Crisis y resurgimiento
Al inicio del nuevo milenio, la compañía atravesó un período de crisis que llevó a su quiebra en julio de 2004. La empresa estuvo a cargo del Grupo Maione de Nápoles, que lo alquiló, inicialmente por tres años y luego se prorrogó, con la intención de tomar el control, pero en abril de 2009 se rescindió el contrato. 
La crisis se resolvió en 2011, cuando la empresa es adquirida por la familia Ferro de Campobasso por 20 millones de euros. Son una familia originaria de Frattamaggiore en Campania, y se mudaron a Campobasso en abril de 1943, donde abrieron el Molino di Corso Bucci, destruido en la Segunda Guerra Mundial y cerrado por tres años. En 1972, el timón estaba en manos de la tercera generación del Ferro, los hermanos Domenico y Vincenzo, quienes abrieron un molino más grande en el área industrial. En 2011, con motivo de la adquisición de La Molisana, ya está dirigida por la cuarta generación de la familia Ferro: Giuseppe y Rossella y los primos Flavio y Francesco.
La compañía, con un nuevo logotipo y nuevos productos (en 2013 los espaguetis cuadrados, más ásperos, reemplazando los spaghetto alla chitarra) recupera las cuotas de mercado gracias a la subcontratación de grandes minoristas. Después de seis años de trabajo, la compañía alcanza una participación de mercado del 5%, se convierte en el quinto productor italiano y líder en el segmento de pasta integral, mientras que exporta a 80 países. representa el 35%. En general, Ferro invirtió 35 millones hasta 2018.
En 2017, la compañía es patrocinadora de camisetas de Benevento Calcio, pero el acuerdo finaliza después del descenso de los Stregoni. Desde 2018 es un socio premium de AS Roma, y dedica al equipo un embalaje especial de algunos productos; Esta última estrategia se ampliará gracias a los acuerdos con otros equipos, comenzando con el Milan . También es el patrocinador principal de Magnolia Basket, un equipo de baloncesto femenino de la capital que juega en A2.

## Premios
- 2018   : Premio a la calidad Italiana Leonardo[7]